# Herb prowincji Rapla

Herb prowincji Rapla

Herb prowincji Rapla przedstawia tarczę rozdzieloną srebrnym krzyżem na cztery pola. Pola 1 i 4 - puste czerwone, pole 2 - puste złote, pole 3 - puste błękitne.
Herb przyjęty został 7 listopada 1996 roku. Barwy poszczególnych pól herbu nawiązują do barw herbów prowincji z których części w 1950 roku utworzona okręg Rapla. Barwa czerwona pochodzi z herbu prowincji Lääne, błękit z herbu prowincji Järva, złoty prowincji Pärnu. Srebrny krzyż nawiązuje do herbu prowincji Harju, do której należała kiedyś znaczna część obecnej prowincji.